# Загорски, Кира
Ки́ра Заго́рски (англ. Kyra Zagorsky; род. 1976 в Нью-Йорке) — американо-канадская актриса кино и телевидения, изредка выступает как сценарист, кинопродюсер и кинорежиссёр.

## Биография
Кира Загорски родилась 6 июня 1976 года в Нью-Йорке, но выросла в маленьком городке в горах Колорадо. Окончила театральный факультет Университета Южного Орегона со степенью бакалавр изящных искусств, а в 2006 году получила степень мастер изящных искусств от Калифорнийского университета в Ирвайне. Загорски с детства увлекалась спортом и танцами, став взрослой, продолжила интересоваться спортом, в частности, она занимается кикбоксингом, капоэйрой, арнисом (на палках и мечах).
С 2004 года Загорски начала сниматься в кино, с 2007 года — в телесериалах. По состоянию на октябрь 2018 года она появилась в 35 фильмах (пять из них были короткометражными) и сериалах (в «Тайнах Смолвиля» снялась в двух эпизодах, но оба раза без указания в титрах). В 2012 году выступила продюсером к двум короткометражным фильмам, в 2012 и 2017 годах выступила как сценарист для двух короткометражных фильмов, в 2017 году первый и пока единственный раз попробовала себя как режиссёр (короткометражный фильм «Принц»).
В 2013 году Загорски номинировалась на премию международного кинофестиваля Action On Film в категории «Лучшая актриса в короткометражном фильме» за роль в фильме «Прикованный», но не выиграла награды.
Постоянно проживает в Ванкувере (Канада), но регулярно летает в Голливуд для съёмок.
Личная жизнь
5 августа 2002 года Загорски вышла замуж за канадского актёра, режиссёра, продюсера и каскадёра Патрика Сабонгуя. У пары двое детей: дочь Эйш Александрия (род. 2005) и сын Боди Габриэль (род. 2007).

## Избранная фильмография

### Актриса
Широкий экран
- 2012 — Азбука смерти / The ABCs of Death — Лэйни (в новелле V is for Vagitus)
- 2015 — Вендетта / Vendetta — Джоселин Дэнверс
- 2017 — Спецназ: В осаде / S.W.A.T.: Under Siege — София Гутерьес, офицер SWAT

Телевидение
- 2007 — Звёздные врата: Атлантида / Stargate Atlantis — Ара (в эпизоде Reunion)
- 2010 — Охотники за монстрами / The Troop — Бьянка Стоунхаус (в эпизоде The Substitute)
- 2010 — Тайны Смолвиля / Smallville — Кандориан (в 2 эпизодах, в титрах не указана)
- 2010 — Грань / Fringe — медсестра (в эпизоде The Plateau[англ.])
- 2010 — Семейный День благодарения[англ.] / A Family Thanksgiving — Меган
- 2011 — Звёздные врата: Вселенная / Stargate Universe — Тасия (в эпизоде The Hunt)
- 2011 — Жена пастора[англ.] / The Pastor's Wife — Тара Бэйлесс
- 2012 — Рухнувшие небеса / Falling Skies — Бонни (в эпизоде Worlds Apart[англ.])
- 2012 — Сверхъестественное / Supernatural — Рэнда Морино (в эпизоде Heartache)
- 2013 — Мотив / Motive — Ронни Чейс (в эпизоде Detour)
- 2014—2015 — Спираль / Helix — доктор Джулия Уокер (в 26 эпизодах)[2][5]
- 2015 — Континуум / Continuum — Васкес (в 5 эпизодах)
- 2016 — Путешественники / Travelers — доктор Делани (в 2 эпизодах)
- 2017 — Лёд[англ.] / Ice — Реджина Маккаффри
- 2018—2019 — Стрела / Arrow — Афина, бывший член Лиги убийц, лидер Гильдии Танатоса (в 2 эпизодах)
- 2018 — н. в. — 100 / The 100 — Кара Купер (в 7 эпизодах)

Сразу-на-видео
- 2016 — Взлом[англ.] / Home Invasion — Виктория Нокс

### Прочие работы
- 2012 — Прикованный / Chained — сценарист и продюсер (к/м)
- 2012 — Кофейня «Шейки» / Shakey's Coffee — продюсер (к/м)
- 2017 — Принц / The Prince — сценарист и режиссёр (к/м)